# 核仁

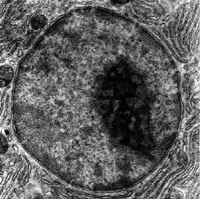
透射電子顯微鏡下的觀察到的真核細胞細胞核以及核仁

核仁（nucleolus，複數 nucleoli）是真核細胞細胞核中的一種結構，通過電子顯微鏡乃至光學顯微鏡可以觀察到細胞核中的核仁呈均勻的球狀。核仁是核糖體RNA（rRNA）轉錄及加工、核糖體亞基進行組裝的場所。另外，核仁也有輸出、降解mRNA等功能。
核仁的數目、大小、形狀與生物體的種類、細胞的種類、細胞的代謝狀態均有關係。一般蛋白質合成較旺盛的細胞核仁數目多、體積大，蛋白質合成不活躍的細胞核仁數目少、體積小，甚至沒有核仁。
核仁由DNA（rDNA）、RNA（rRNA），以及蛋白質組成。核仁會伴隨細胞週期不斷解構、重構。但目前核仁的週期性變化的分子機制還未得到闡明。

## 結構
核仁的結構自內到外可分爲三大結構，纖維中心（Fibrillar Center，縮寫FC）、緻密纖維組分（Dense Fibrillar Component，縮寫DFC）、顆粒組分（Granular Component，縮寫GC）。此外，用RNA酶和DNA酶處理核仁後，電鏡下可見核仁結構的殘餘，稱爲核仁基質（nucleolar matrix）或核仁骨架（nucleolar skeleton）。

### 纖維中心
纖維中心是核仁最內部的結構，透射電鏡下體現爲包埋在顆粒組分中的一個或幾個低電子密度的圓形結構。研究表明，纖維中心中存在rDNA的轉錄中心。另外，纖維中心中的DNA不形成核小體，該區域中也未檢出組蛋白。

### 緻密纖維組分
緻密纖維組分呈環形或半月形包裹纖維中心，由緻密纖維構成，一般觀察不到顆粒。在透射電鏡下觀察，爲核仁區域電子密度最高的區域。通過酶解進行分析，可得出緻密纖維組分由RNA和蛋白質構成的結論。

### 顆粒組分
位於核仁外圍的結構，透射電鏡下可見由直徑15-20納米的高電子密度顆粒（化學本質爲RNP（核糖核蛋白））組成。一般認爲是核糖體亞基組裝的場所。間期核仁大小的差異主要由顆粒組分造成。

## 化學組成

核仁、核膜以及核孔

核仁中蛋白質的含量最高，佔核仁净重约80%，RNA约佔净重的10%，而DNA则約佔净重的8%。

### DNA（染色體）
核仁區域的染色體分爲核仁內染色質（Intranucleolar Chromatin）和核仁周圍染色質（Perinucleolar Chromatin）。核仁內染色體即核仁組織區，含有rDNA。

#### 核仁組織區（NOR）/rDNA
核仁組織區（Nucleolus Organizing Region，簡稱NOR）具有組織核仁的能力。人的13、14、15、21、22號染色體上有核仁組織區。核仁組織區中的DNA序列即rDNA（核糖體DNA）。rDNA是一種特殊的基因簇，由完全相同的重複轉錄盒以及阻斷兩個轉錄盒的非轉錄間隔區（Nontranscribed Spacer）組成。轉錄先生成45S RNA前體，然後45S RNA經剪切生成18S rRNA和28S rRNA。值得注意的是，真核生物的5S rRNA基因也存在於rDNA相似的基因簇中，不過在高等真核生物中，上述基因簇並不在核仁組織區內。有證據表明，纖維中心的染色質不形成核小體，纖維中心也未檢出組蛋白的存在。

### RNA
核仁區域的RNA主要以RNP（核糖核蛋白）的形式存在，成熟、組裝後即爲核糖體亞基。

### 蛋白質
核仁區域的蛋白質有與rDNA轉錄有關的RNA聚合酶，以及組蛋白、鹼性磷酸酶、ATP酶等。

## 功能
核仁最主要的功能是rRNA的轉錄、加工，以及核糖體亞基的組裝。目前，關於rRNA轉錄、加工成熟的具體位置仍具爭議。一種說法認爲，rRNA在纖維中心和緻密纖維組分的交界點轉錄，並在緻密纖維組分、顆粒組分中加工成熟。核糖體亞基則在顆粒組分中組裝完成。
除了上述功能之外，最近的研究表明，核仁亦會參與mRNA的轉運與降解、信號識別顆粒（signal recognition particle，縮寫爲SRP）的組裝、細胞對壓力的應激反應等過程。

## 週期性變化
核仁會隨細胞週期的進行發生週期性的解構與重建。有絲分裂前期，rRNA合成停止，核仁縮小、消失，又在有絲分裂末期重建，rRNA合成重開。核仁的重建伴隨着核仁物質聚集呈前核仁體（prenucleolar body，縮寫PNB）開始，以前核仁體與核仁組織區（NOR）融合結束。值得注意的是，核仁結構完整性的維持，以及核仁的重建，都需要rDNA具有（轉錄）活性。目前核仁週期性變化的分子機制尚未得到完全闡明。